# Waterpolo op de Olympische Zomerspelen 1900

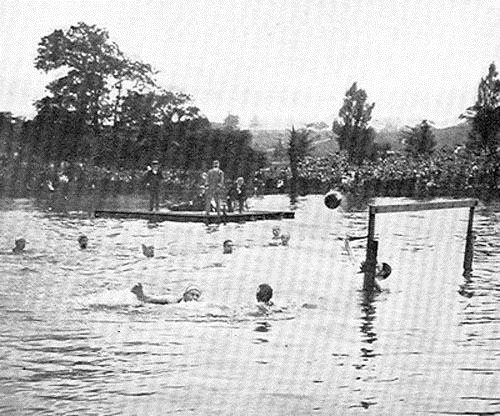
Waterpolo op de Olympische Zomerspelen 1900

Waterpolo voor heren stond voor het eerst op het programma van de Olympische Zomerspelen 1900 te Parijs.

## Mannen
Er hadden zich acht teams voor het toernooi aangemeld. Dit waren geen landenteams maar clubteams. Een van de teams trok zich terug voor aanvang van het toernooi. Er werd een knock-outtoernooi gespeeld, er was geen wedstrijd om de derde plaats.

### Kwartfinales
| 11 augustus | Osborne Swimming Club GBR                 | 12 - 0 | Tritons Lillois FRA                 |
| 11 augustus | Pupilles de Neptune de Lille #2 FRA       | 3 - 2  | Berliner Swimming Club Otter GER    |
| 11 augustus | Brussels Swimming and Water Polo Club BEL | 2 - 0  | Pupilles de Neptune de Lille #1 FRA |

### Halve Finales
| 12 augustus | Osborne Swimming Club GBR                 | 10 - 1 | Pupilles de Neptune de Lille #1 FRA |
| 12 augustus | Brussels Swimming and Water Polo Club BEL | 5 - 1  | Libellule de Paris FRA/ GBR         |

### Finale
| 13 augustus | Osborne Swimming Club GBR | 7 - 2 | Brussels Swimming and Water Polo Club BEL |

### Eindrangschikking
| rang   | sporters | land    |
| ------ | --- | ------- |
| Goud   | Osborne Swimming Club Thomas Coe Robert Crawshaw William Henry John Jarvis Peter Kemp Victor Lindberg Frederick Stapleton                       | GBR     |
| Zilver | Brussels Swimming and Water Polo Club Jean de Backer Victor de Behr Henri Cohen Fernand Feyaerts Oscar Grégoire Albert Michant Victor Sonnemans | BEL     |
| Brons  | Pupilles de Neptune de Lille #2 Eugène Coulon Fardelle Favier Leriche Louis Martin Désiré Mérchez Charles Treffel                               | FRA     |
| Brons  | Libellule de Paris Thomas Burgess Jules Clévenot Alphonse Decuyper Louis Laufray Henri Peslier Pesloy Paul Vasseur                              | GBR FRA |
| 5      | Berliner Swimming Club Otter Hans Aniol Paul Gebauer Max Hainle Georg Hax Gustav Lexau Herbert von Petersdorff Fritz Schneider                  | GER     |
| 5      | Pupilles de Neptune de Lille #1 Favier P. Houben Leriche Jean Leuillieux E. Martin Tartara Charles Treffel                                      | FRA     |
| 5      | Tritons Lillois Bertrand Victor Cadet Maurice Hochepied Leclerq Tisserand Charles de Vendevill Verbecke                                         | FRA     |